# Ladby (Fyn)
 For alternative betydninger, se Ladby. (Se også artikler, som begynder med Ladby)
Ladby er en landsby på Østfyn, beliggende 17 km øst for Odense og 5 km sydvest for Kerteminde. Landsbyen hører til Kerteminde Kommune og ligger i Region Syddanmark.
Ladby hører til Kølstrup Sogn. Kølstrup Kirke ligger i Kølstrup 3 km vest for Ladby.

## Faciliteter
Nymarksskolen blev i 1961-63 opført af Rynkeby og Kølstrup sogne på bar mark 3 km sydvest for Ladby. Siden 2011 har skole, SFO og børnehave været én institution under navnet Nymarken Skole og Børnehus. Skolen har 367 elever, fordelt på 0.-9. klassetrin, og er også overbygningsskole for Marslev Skole. Børnehaven er normeret til 70 børn. Ved skolen ligger også Nymarkshallen, hvor områdets idrætsforeninger holder til.

## Historie

### Landsbyen
Arkæologiske udgravninger har vist, at den ældste bosættelse stammer fra vikingetiden. I Vikingemuseet Ladby godt 1 km nord for Ladby er Ladbyskibet udstillet under en betonhvælving i den gravhøj, hvor det blev fundet i 1935. Det er den eneste bevarede skibsbegravelse og stammer fra første halvdel af 900-tallet.
I 1682 havde Ladby 14 gårde med i alt 459,2 tdr. land dyrket jord, skyldsat til 95,49 tdr. hartkorn. Dyrkningsformen var trevangsbrug.
Ladby hørte under Ulriksholm gods, men blev i 1790'erne solgt til Lundsgård gods. Endnu i 1844 bestod landsbyen overvejende af fæstegårde.

### Stationsbyen
I 1899 beskrives Ladby således: "Ladby, ved Landevejen, med Jærnbanestation og Andelsmejeri;" Mejeriet lå ½ km sydøst for Ladby og blev senere fabrik.
Ladby havde station på Odense-Kerteminde-Dalby Jernbane, der blev åbnet i 1900. I 1914 blev den forlænget til Martofte og kom til at hedde Odense-Kerteminde-Martofte Jernbane. Ladby Station lå 1½ km syd for Ladby og havde et langt krydsningsspor med perron og et læssespor, der blev flyttet hertil fra Dræby Station i 1917. Læssesporet fik siderampe og stikspor, og stationen havde et troljeskur.
Banen blev nedlagt i 1966. Stationsbygningen er bevaret på Odensevej 481.